# 邵幼軒
邵幼軒（1914年—2009年），名墨芬，字友仙，浙江東陽橫店紫溪人，中國著名畫家，善牡丹，有邵牡丹之美譽，系民國著名畫家邵逸軒之女，毛澤東老師邵飄萍之侄孫女。

## 生平
邵幼軒，浙東邵氏，浙江東陽橫店紫溪人，中國著名畫家。年幼隨父邵逸軒在北平生活學習，1940年畢業於國立北平藝術專科學校。青年既師從國畫大師王夢白、齊白石和王雪濤。1934年，因父與齊白石、張大千交好，因而投張大千門下為入室弟子。邵氏亦曾學藝於張書旂門下。抗戰期間，随父返歸浙江東陽。抗戰勝利後，受聘為杭州正則藝術專科學校教席。後與夫君林中行以「國藝大師」之名隨國民黨遷至香港，再前往臺灣定居，任國立臺灣藝專藝術系教授，其作品收藏在臺灣歷史博物館畫廊。邵幼軒先後在海內外多所大學擔任教授，為美國藝術學院聘為終身教授。邵幼軒與張大千合作甚多，曾出版《張大千先生與其高足邵幼軒女士合作畫集》。從遊者多名媛閨秀，如前美國駐華大使莊萊德夫人、前情報局長毛人鳳夫人等均出其門下。臺灣著名作家三毛早年學畫亦拜邵幼軒為師，和邵幼軒曾有深厚友誼。2008年，辜嚴倬雲向訪臺的前國務院台灣事務辦公室主任、海峡兩岸關係協會會長陳雲林贈邵幼軒所繪名作，象征兩岸合鳴。2009年，邵幼軒在杭州去世，旋歸葬臺灣。

## 家族
- 始祖：宋朝吏部尚書邵亢
- 祖上：浙江東陽紫溪邵氏，明進士御史邵豳
- 曾祖父：邵桂林，光绪二十年举人邵藕田亲兄[3]
- 祖父：邵新蘇，乃四弟邵飄萍（邵新成）之長兄
- 父：邵逸軒，民國時曾與齊白石、張大千等齊名
- 兄：邵少逸（亦邵墨田、邵小逸，1912-1986），師從齊白石先生習畫，深得白石翁筆墨精髓，齊白石對其猶如子侄
- 叔祖：邵飄萍，當代著名新聞記者、革命烈士、乃毛澤東老師；邵泛萍，执政府秘书厅办事、偃师县县长
- 姑姑：邵一萍，畫家，原名慧卿, 號浙東女史、萍廬主人、紫溪館主，夫國民政府監察院監察委員何漢文[4]
- 夫：畫家林中行
- 師：張大千
- 學生：三毛

## 評價
張大千： 古人稱用筆易、用墨難，用墨易、用水難，幼軒為此，筆墨水三者俱到.....張大千將其邵氏家族比作江蘇武進惲氏（即惲壽平家族）。